# 线瓣蝇子草
线瓣蝇子草（学名：Silene lineariloba）是石竹科蝇子草属的植物，为中国的特有植物。分布于中国大陆的云南等地，生长于海拔2,900米的地区，常生于山坡，目前尚未由人工引种栽培。